# José Antonio Martínez Albéniz
José Antonio Martínez Albeniz Arabolaza (Legarda (Álava), 9 de septiembre de 1948 - San Sebastián, 7 de noviembre de 2001). Es un exciclista español, profesional entre los años 1974 y 1977.
Sus únicas victorias las obtuvo en la modalidad de ciclocrós, a la que se dedicó prácticamente en exclusividad, logrando un Campeonato de España de Ciclocrós en 1977.

## Palmarés
1975
- 2.º en el Campeonato de España de Ciclocrós

1976
- 2.º en el Campeonato de España de Ciclocrós

1977
- Campeonato de España de Ciclocrós

## Equipos
- La Casera-Peña Bahamontes (1974)
- Kas (1975-1978)